# 模擬法庭

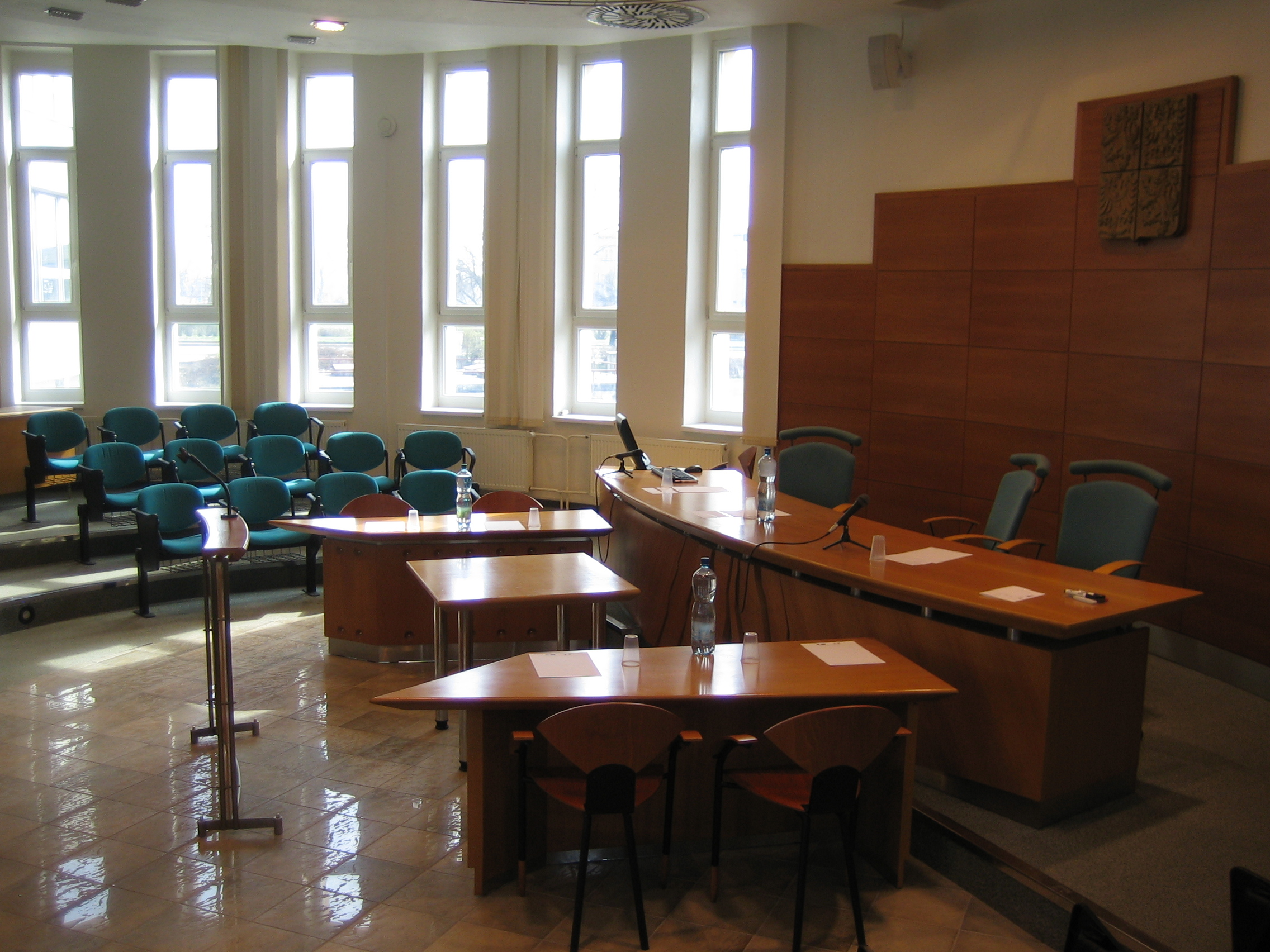
法學院模擬法庭

模擬法庭（Moot court）在許多國家是許多法學院的一項課外活動，或是法學院課程的一部分。參與者參加模擬法庭、或仲裁程序，通常涉及起草備忘章程、或備忘錄，並參與口頭辯論。在大多數國家，"模擬法庭"(moot court)這一短語可能縮短為"模擬"(moot)或"模仿"(mooting)。 參與者要麼被稱為"模擬辯論參與者"(mooters)，要麼被稱為"模擬參與者"(mooties)。

## 參閱
- 模擬審判（英语：Mock trial）
- 模擬聯合國
- 維斯國際商務仲裁法庭辯論賽（英语：Willem C. Vis Moot） (MAA), the Alumni Association of the Willem C. Vis International Commercial Arbitration Moot
- 未解決爭執點（英语：Mootness）, which has a precise meaning in United States law that is quite different from United Kingdom usage

## 外部連結
- Lexcetera: Moot Court Competition dedicated Website.